# Klaudie Orleánská
Klaudie Orleánská (Claude Marie Agnès Catherine Orléans; * 11. prosince 1943, Laraš) je francouzská princezna z rodu Bourbon-Orléans a bývalá manželka vévody z Aosty Amadea Savojského.

## Život

### Rodina
Narodila se ve městě Laraš v Maroku jako deváté dítě a pátá dcera hraběte Jindřicha Roberta Pařížského, orleánského žadatele francouzského trůnu, a jeho manželky Isabely z rodu Orléans-Braganza.
Je jedním z jedenácti dětí, její nejstarší bratr byl Henri d'Orléans byl po svém otci hlavou orleánské rodiny a dvě její sestry se staly manželkami uchazečů o zaniklé trůny; Anna vévodu z Kalábrie a Diana vévodu z Württembergu. Zákon vypovídající jejich otce ze země byl v roce 1950 odvolán a rodina se mohla odstěhovat z portugalské Sintry a vrátit se do Francie, kde Klaudie vyrůstala v Manoir Cœur-Volant v Louveciennes na předměstí Paříže.

### Vzdělání
Školní docházku započala princezna Klaudie v Portugalsku, v lisabonské Saint-Louis-des-Français. Pak nějakou dobu navštěvovala Mayfield School ve Východním Sussexu v Anglii. Ve Francii se sestrami přijala soukromé hodiny a studia ukončila v Institut Sainte-Marie v Neuilly-sur-Seine.

### Manželství a potomci
Dne 22. července 1964 se princezna ve městě Sintra provdala za prince Amadea, vévodu z Aosty, zpochybněné hlavy rodu Savojských a jediného syna vévody Aimona. Aimone byl během druhé světové války krátce nominální hlavou loutkového státu Itálie jako král Tomislav II. Chorvatský. Klaudie byla již třetí orleánskou princeznou držící sňatkem titul vévodkyně z Aosty.
V době jejich sňatku Amadeus studoval námořní univerzitu Morosini v Benátkách, kterou navštěvoval i jeho otec. Pár se setkal na svatbě Juana Carlose Španělského a Sofie Řecké v květnu 1962 v Athénách. Jejich zasnoubení bylo oznámeno 4. října 1963. Pár byl oddán ve farním kostele São-Pedro de Penaferrim dvanáct mil od Lisabonu.
Svatba byla plánována na dřívější datum, byla však přesunuta, když byl král Umberto II. (kmotr ženicha) hospitalizován kvůli operaci břicha. V Umbertově francouzském exilu v Cimiez se v létě 1963 v jeho sídle konala rada Savojských, v nemocnici v Londýně se pak konala další tajná schůze ohledně králova jediného syna Viktora Emanuela, který si vybral za manželku ženu z lidu Marinu Doriu, což vyvolalo v médiích mnoho spekulací. Vzhledem ke své nemoci, Amadeovu blížícímu se sňatku s princeznou a synovým vztahem s Marinou, uvažoval král Umberto o veřejné abdikaci a uznáním Amadea jako nástupce jeho nároku na zrušený italský trůn. Na této schůzce byla kromě Amadea a Viktora Emanuela také Umbertova odcizená manželka Marie Josefa, jejíž námitky krále odradily od vydání prohlášení. Místo toho Amadeus oznámil, že svou svatbu odloží na dobu Umbertovy rekonvalescence, aby mohl být na svatbě přítomen, zatímco Viktor Emanuel vydal prohlášení potvrzující, že zůstal právoplatným dědicem svého otce a nemá v úmyslu se oženit s Marinou Doriou (přesto to bez souhlasu svého otce v roce 1970 udělal). Svatby se účastnilo 300 hostů, včetně krále Umberta a španělského prince a princezny. O dva dny později novomanželé obdrželi požehnání od papeže Pavla VI.
Po splnění vévodových povinností coby námořního důstojníka obdržel pár Borro, velký statek v toskánské vesnici San Giustino Valdarno u italského města Fiesole, kde udržoval vinice. Občas se manželé ujali dynastických povinností jako zástupci krále Umberta v Itálii, do velké míry však vychovávali své děti na venkově.
Klaudie Orleánská měla s vévodou Amadeem tři děti:
- Blanka Savojská (* 2. dubna 1966)
- Aimon Hubert (* 13. října 1967)
- Mafalda Savojská (* 20. září 1969)

### Rozvod
Klaudie a Amadeus od sebe oficiálně odešli 20. července 1976, občanský rozvod proběhl 26. dubna 1982 a církevní anulaci od tribunálu Římské roty obdrželi 8. ledna 1987. Amadeus se později toho roku znovu oženil se Silvií Paternò di Spedalotto. Klaudie se provdala ještě dvakrát: občansky v roce 1982 za Arnalda La Cagnina (se kterým se v roce 1996 rozvedla), televizního novináře ve Spojených státech a Kanadě, a poté civilně i církevně v roce 2006 za Enrica Gandolfiho. Gandolfi zemřel 27. října 2015 v Laterině.

### Aktivity
Během druhého manželství žila Klaudie ve Spojených státech (Colebrook v Connecticutu, Charleston v Západní Virginii, New York), na Bahamách a po návratu do Evropy žila v Alsasku a Andoře. Od roku 1992 se jejich restaurace "Brook's Bar" v Bruselu stala oblíbeným místem setkávání úředníků Evropského parlamentu, v roce 1995 však byla uzavřena. Během třetího manželství žila převážně v Itálii.
Profesionálně spravovala public relations italského couture studia Liolà a její pokusy v makrofotografii byly několikrát vystaveny na výstavách.

## Tituly a oslovení
- 11. prosince 1943 – 22. července 1964: Její královská Výsost princezna Klaudie Orleánská
- 22. července 1964 – 26. dubna 1982: Její královská Výsost vévodkyně z Aosty
- 26. dubna 1982 – 1982: Její královská Výsost princezna Klaudie Orleánská
- 1982 – 1996: Její královská Výsost princezna Klaudie, paní La Cagnina
- 1996 – 14. června 2006: Její královská Výsost princezna Klaudie Orleánská
- od 14. června 2006 Její královská Výsost princezna Klaudie, paní Gandolfi

## Vývod z předků
|                   |                                        |  |                                    |                                   |  |  |  |  |  |  |  | Ferdinand Filip Orleánský |
|                   |                                        |  |                                    |                                   |  |  |  |  |  |  |  |                           |
|                   | Robert Bourbonsko-Orleánský            |  |                                    |                                   |  |  |  |  |  |  |  |                           |
|                   |                                        |  |                                    |                                   |  |  |  |  |  |  |  |                           |
|                   |                                        |  |                                    | Helena Meklenbursko-Schwerinská   |  |  |  |  |  |  |  |                           |
|                   |                                        |  |                                    |                                   |  |  |  |  |  |  |  |                           |
|                   | Jan Orleánský, vévoda z Guise          |  |                                    |                                   |  |  |  |  |  |  |  |                           |
|                   |                                        |  |                                    |                                   |  |  |  |  |  |  |  |                           |
|                   |                                        |  |                                    | František Ferdinand Orleánský     |  |  |  |  |  |  |  |                           |
|                   |                                        |  |                                    |                                   |  |  |  |  |  |  |  |                           |
|                   | Františka Orleánská                    |  |                                    |                                   |  |  |  |  |  |  |  |                           |
|                   |                                        |  |                                    |                                   |  |  |  |  |  |  |  |                           |
|                   |                                        |  |                                    | Františka Karolína Portugalská    |  |  |  |  |  |  |  |                           |
|                   |                                        |  |                                    |                                   |  |  |  |  |  |  |  |                           |
|                   | Henri Orleánský, hrabě z Paříže        |  |                                    |                                   |  |  |  |  |  |  |  |                           |
|                   |                                        |  |                                    |                                   |  |  |  |  |  |  |  |                           |
|                   |                                        |  |                                    | Ferdinand Filip Orleánský         |  |  |  |  |  |  |  |                           |
|                   |                                        |  |                                    |                                   |  |  |  |  |  |  |  |                           |
|                   | Filip Pařížský                         |  |                                    |                                   |  |  |  |  |  |  |  |                           |
|                   |                                        |  |                                    |                                   |  |  |  |  |  |  |  |                           |
|                   |                                        |  |                                    | Helena Meklenbursko-Schwerinská   |  |  |  |  |  |  |  |                           |
|                   |                                        |  |                                    |                                   |  |  |  |  |  |  |  |                           |
|                   | Isabela Orleánská                      |  |                                    |                                   |  |  |  |  |  |  |  |                           |
|                   |                                        |  |                                    |                                   |  |  |  |  |  |  |  |                           |
|                   |                                        |  |                                    | Antonín Orleánský                 |  |  |  |  |  |  |  |                           |
|                   |                                        |  |                                    |                                   |  |  |  |  |  |  |  |                           |
|                   | Marie Isabela Orleánská                |  |                                    |                                   |  |  |  |  |  |  |  |                           |
|                   |                                        |  |                                    |                                   |  |  |  |  |  |  |  |                           |
|                   |                                        |  |                                    | Luisa Fernanda Španělská          |  |  |  |  |  |  |  |                           |
|                   |                                        |  |                                    |                                   |  |  |  |  |  |  |  |                           |
| Klaudie Orleánská |                                        |  |                                    |                                   |  |  |  |  |  |  |  |                           |
|                   |                                        |  |                                    |                                   |  |  |  |  |  |  |  |                           |
|                   |                                        |  | Ludvík Orleánský, vévoda z Nemours |                                   |  |  |  |  |  |  |  |                           |
|                   |                                        |  |                                    |                                   |  |  |  |  |  |  |  |                           |
|                   | Gaston Orleánský, hrabě z Eu           |  |                                    |                                   |  |  |  |  |  |  |  |                           |
|                   |                                        |  |                                    |                                   |  |  |  |  |  |  |  |                           |
|                   |                                        |  |                                    | Viktorie Sasko-Kobursko-Kohárská  |  |  |  |  |  |  |  |                           |
|                   |                                        |  |                                    |                                   |  |  |  |  |  |  |  |                           |
|                   | Petr de Alcântara Orleánsko-Braganzský |  |                                    |                                   |  |  |  |  |  |  |  |                           |
|                   |                                        |  |                                    |                                   |  |  |  |  |  |  |  |                           |
|                   |                                        |  |                                    | Petr II. Brazilský                |  |  |  |  |  |  |  |                           |
|                   |                                        |  |                                    |                                   |  |  |  |  |  |  |  |                           |
|                   | Isabela Brazilská                      |  |                                    |                                   |  |  |  |  |  |  |  |                           |
|                   |                                        |  |                                    |                                   |  |  |  |  |  |  |  |                           |
|                   |                                        |  |                                    | Tereza Marie Neapolsko-Sicilská   |  |  |  |  |  |  |  |                           |
|                   |                                        |  |                                    |                                   |  |  |  |  |  |  |  |                           |
|                   | Isabela Orleánsko-Braganzská           |  |                                    |                                   |  |  |  |  |  |  |  |                           |
|                   |                                        |  |                                    |                                   |  |  |  |  |  |  |  |                           |
|                   |                                        |  |                                    | Jan Josef II. Dobřenský           |  |  |  |  |  |  |  |                           |
|                   |                                        |  |                                    |                                   |  |  |  |  |  |  |  |                           |
|                   | Jan Dobřenský                          |  |                                    |                                   |  |  |  |  |  |  |  |                           |
|                   |                                        |  |                                    |                                   |  |  |  |  |  |  |  |                           |
|                   |                                        |  |                                    | Marie Bedřiška Vančurová z Řehnic |  |  |  |  |  |  |  |                           |
|                   |                                        |  |                                    |                                   |  |  |  |  |  |  |  |                           |
|                   | Alžběta Dobřenská z Dobřenic           |  |                                    |                                   |  |  |  |  |  |  |  |                           |
|                   |                                        |  |                                    |                                   |  |  |  |  |  |  |  |                           |
|                   |                                        |  |                                    | Josef Kotulinský z Kotulína       |  |  |  |  |  |  |  |                           |
|                   |                                        |  |                                    |                                   |  |  |  |  |  |  |  |                           |
|                   | Alžběta Kottulinská z Kottulinu        |  |                                    |                                   |  |  |  |  |  |  |  |                           |
|                   |                                        |  |                                    |                                   |  |  |  |  |  |  |  |                           |
|                   |                                        |  |                                    | Adéla z Attems-Heiligenkreuz      |  |  |  |  |  |  |  |                           |
|                   |                                        |  |                                    |                                   |  |  |  |  |  |  |  |                           |